# 满开宏
满开宏（1962年11月—），男，回族，山东德州人，中华人民共和国政治人物。现任中国人民解放军装甲兵工程学院政治理论教研室教授。第十三、十四届全国政协委员。